# Bourg-de-Péage
Bourg-de-Péage település Franciaországban, Drôme megyében. Lakosainak száma 9777 fő (2022. január 1.). Bourg-de-Péage Romans-sur-Isère, Alixan, Châteauneuf-sur-Isère és Chatuzange-le-Goubet községekkel határos.

## Népesség
A település népességének változása:
| Lakosok száma | 8597 | 8413 | 9248 | 9944 | 10 137 | 10 497 | 10 205 | 9957 | 9818 | 9777 |
|               | 1968 | 1982 | 1990 | 2006 | 2013   | 2015   | 2017   | 2019 | 2020 | 2022 |